# Крупець (Шосткинський район)
Кру́пець — село в Україні, у Шосткинській міській громаді Шосткинського району Сумської області. Населення становить 352 осіб.

## Географія
Село Крупець знаходиться за 2,5 км від міста Шостка, примикає до села Миронівка. До села примикає великий лісовий масив (сосна). Через село проходить автомобільна дорога Т 1908.

## Символіка
На гербі зображені дві золоті схрещені рушниці запорізьких козаків «яничарки». Зверху стільники. Внизу озеро, поверх якого розміщена вільхова гілочка. Чорний колір означає порох, а поєднання жовтий-чорний взято з символіки Бельгії. Стільники схематично зображають капсуль і відповідно капсульний завод, який було побудовано на березі Крупецького озера, в місці де росло багато вільх.

## Історія
1808 — дата заснування.
Назва Крупець, за місцевими легендами, означає порох – "крупку", яку виробляли на пороховому заводі, що діяв нібито біля млину, розташованого на річці Крупець (за версту до її впадіння в р. Шостку). В навколишній місцевості і досі росте багато вільхових дерев, деревина яких використовувалася для виробництва вугілля, що йшло на виготовлення пороху.  
1845 року за участю бельгійського механіка Фалліса (що будував капсульний завод для виробництва детонаторів вибухів пороху в Охтинську під Санкт-Петербургом) був складений проект влаштування капсульного заводу на Україні. Місце для функціонування заводу мало відповідати деяким специфічним критеріям: земля повинна бути у власності держави або державних селян; наявність поряд з заводом казенного лісу, угідь, цегли й будматеріалів; можливість приводити в дію механізми за допомогою води.
Спочатку передбачалося створити капсульне підприємство у складі Шостенського порохового заводу на хуторі Лазаревському (на північний захід від порохового заводу), в низинній й болотистій місцевості, де стояв скасований старий сірчаний завод, куплений у 1810 році у Важинської. Пізніше, відповідно до Указу імператора Миколи I від 11 січня 1846 р., для влаштування капсульного виробництва була обрана більш зручна місцевість, яка розташована у північно-східному напрямку від Шостенського порохового заводу, а саме – біля Крупецького ставка, на північ від млина.
У віданні Шостенського капсульного підприємства (при ставку Крупець) перебувало 35 дворів; кількість мешканців складала 255 чоловіків та 129 жінок.

## Населення
За переписом населення України 2001 року в селі мешкало 348 осіб.

### Мова
Розподіл населення за рідною мовою за даними перепису 2001 року:
| Мова            | Кількість | Відсоток |
| --------------- | --------- | -------- |
| українська      | 328       | 93.18%   |
| російська       | 22        | 6.26%    |
| білоруська      | 1         | 0.28%    |
| інші/не вказали | 1         | 0.28%    |
| Усього          | 352       | 100%     |